# Ластрас-де-Куельяр
Ластрас-де-Куельяр (ісп. Lastras de Cuéllar) — муніципалітет в Іспанії, у складі автономної спільноти Кастилія-і-Леон, у провінції Сеговія. Населення — 446 осіб (2010).
Муніципалітет розташований на відстані близько 100 км на північ від Мадрида, 38 км на північ від Сеговії.

## Демографія
Динаміка населення (INE ):

## Галерея зображень

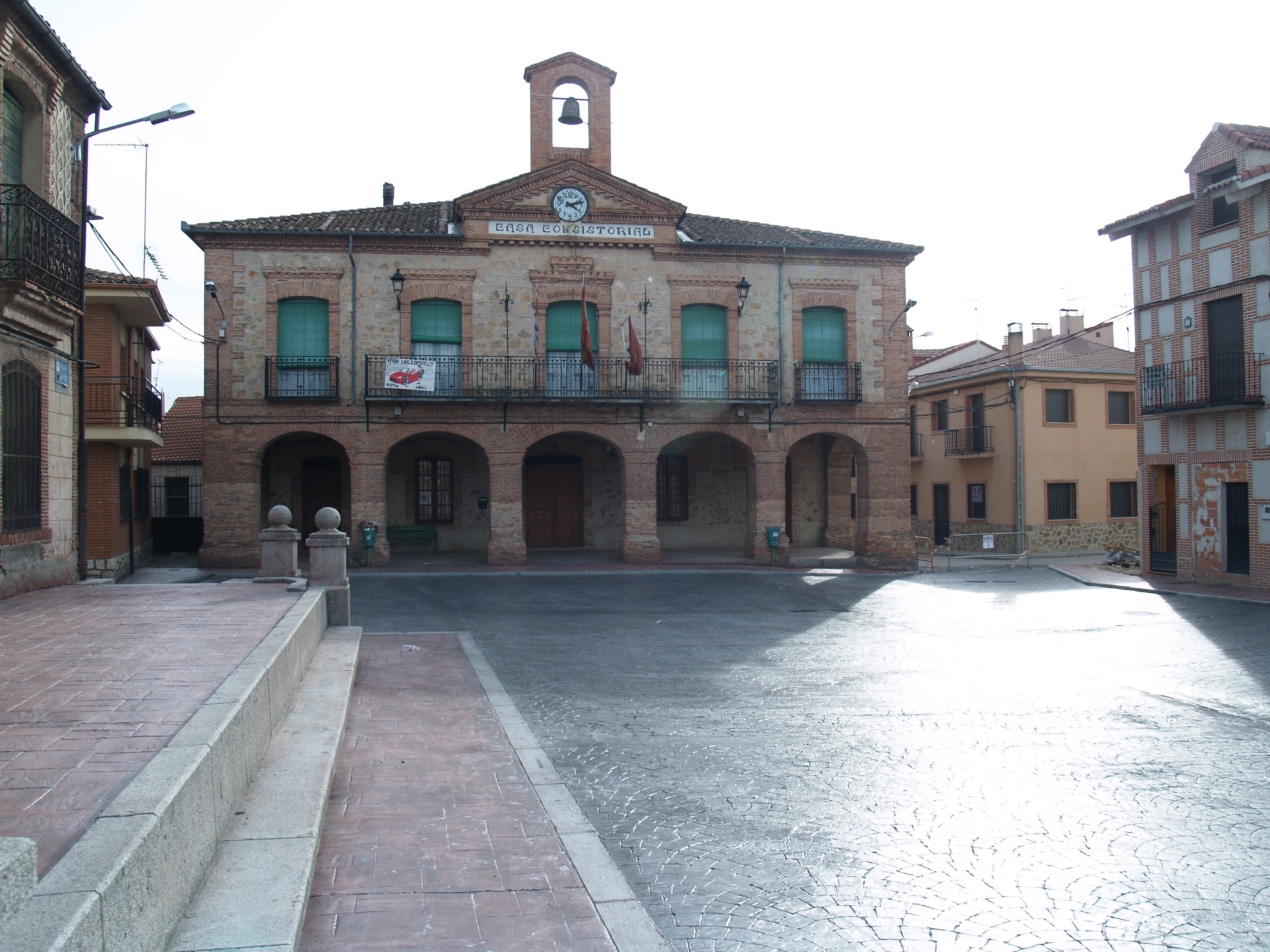
Центральна площа і муніципальна рада